# Kopfschwarte

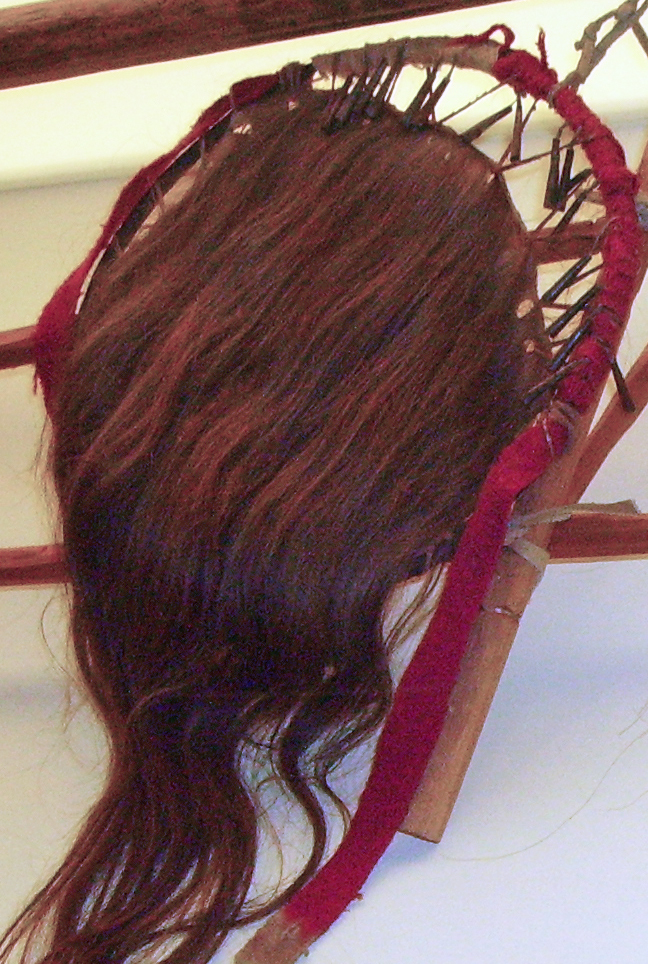
Skalp,
Karl-May-Museum Radebeul

Als Kopfschwarte (auch Skalp) bezeichnet man die funktionelle Einheit von Haut, Unterhaut und Sehnenhaube (Galea aponeurotica) über dem Schädeldach (Calvaria). Das lockere subaponeurotische Bindegewebe verbindet hierbei die Sehnenhaube mit der Knochenhaut (Periost, am Schädel auch als Pericranium bezeichnet) was die freie Bewegung der Kopfschwarte ermöglicht (subgaleotische oder subgaleale Verschiebeschicht). Die Kopfschwarte ist größtenteils mit Kopfhaar bedeckt.

## Gefäße
Die Kopfschwarte hat bei einem Erwachsenen eine typische Dicke von 5 mm. Die Arterien der Kopfschwarte verlaufen in Bindegewebskanälen, in denen sie kaum verankert sind. Sie versorgen auch das Pericranium, die äußere Lamelle (Lamina externa) der darunter liegenden Schädelknochen und anastomosieren auch mit der mittleren Hirnhautarterie. Im Einzelnen sind das in der Stirnregion die Arteria supratrochlearis und die Arteria supraorbitalis und Bereich der Schläfe die Arteria temporalis superficialis. Die Venen der Kopfschwarte sind fest in der Unterhautschicht verankert und stehen über Venae emissariae mit den Hirnblutleitern in Verbindung. Die Nervenversorgung erfolgt über Äste des Nervus trigeminus und über Dorsal- und Ventraläste der ersten Halsnerven.

## Klinische Aspekte
Die feste Verbindung zwischen Haut und Sehnenhaube ist dafür verantwortlich, dass Wunden nicht klaffen, solange letztere nicht durchtrennt ist. Zudem können sich Blutungen kaum unter der Haut ausbreiten, so dass Beulen entstehen. Da die Kopfschwarte sehr gut durchblutet und die Venen fest in die Unterhautschicht eingebettet sind, kann sich die Gefäßwand bei Verletzung nicht zusammenziehen, so dass auch kleine Kopfplatzwunden meist bedrohlicher aussehen, als sie eigentlich sind. Jedoch sollte eine Platzwunde immer ärztlich kontrolliert und ein Schädel-Hirn-Trauma oder eine Hirnblutung ausgeschlossen werden.
Beim Skalpieren wird die Kopfschwarte vom Schädel gezogen, wobei sich das Periost relativ leicht vom Knochen lösen lässt. Bei der Leichenöffnung macht man sich diesen Umstand zunutze, um das Gehirn zwecks Untersuchung zu entfernen, ohne jedoch den kosmetischen Aspekt dabei zu vernachlässigen, der beispielsweise bei der Aufbahrung der Leiche von Bedeutung ist. Dazu wird die Haut am Hinterkopf aufgetrennt und bis zur Stirn vorgeschoben, was ausreichend Platz schafft, um das Schädeldach aufsägen zu können. Später wird die Kopfhaut wieder zurückgestülpt und der Hautschnitt vernäht.
Auch Verletzungen sind auf diese Weise möglich: Wenn Haare in rotierende Maschinen gezogen werden, so wird die gesamte Kopfschwarte abgerissen. Deshalb schreiben Arbeitsschutzbestimmungen vor, dass man bei langen Haaren eine Kopfbedeckung tragen muss, bevor man sich einer laufenden Maschine mit gefährlichen bewegten Teilen (z. B. Transportbänder, Ketten, Zahnräder usw.) nähert. Während bei einer gestielten Skalpierungsverletzung noch eine ausreichende Blutversorgung des abgelösten Teils der Kopfschwarte gewährleistet sein kann, verlangt ein Totalabriss nahezu immer eine Hauttransplantation. Dafür wird der Skalp nach Abrasieren der Haare und Reinigung zunächst als biologischer Verband genutzt, bis ein geeignetes Transplantationbett aus Granulationsgewebe ausgebildet ist.